# Dispegatrin
Dispegatrin är dimeren av spegatrin och har större antagonist affinitet för adrenerga receptorer.